# كوميديا مرتجلة

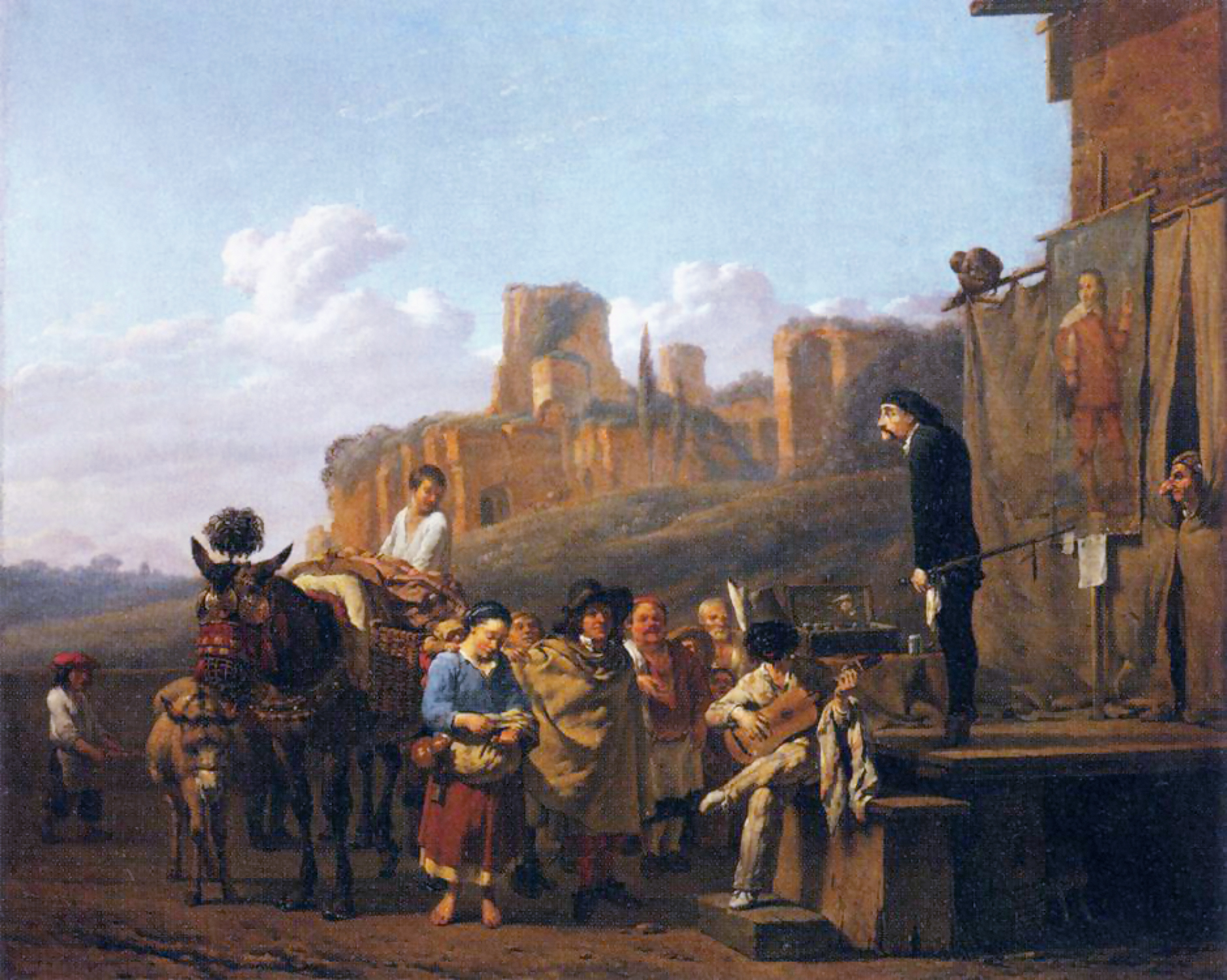

الملهاة المرتجلة أو الكوميديا المرتَجلَة (باللغات الأجنبية: Commedia dell'arte) شكل مسرحيّ إيطالي ازدهر في أوروبا ابتداءً من القرن السادس عشر إلى أواخر القرن الثامن عشر.